# ارو، سوئیس
شهر آراو  در بخش آراو در ایالت آرگاو در کشور سوئیس واقع شده‌است که ۱۵٬۲۰۰ نفر جمعیت دارد.